# بهمن نامه

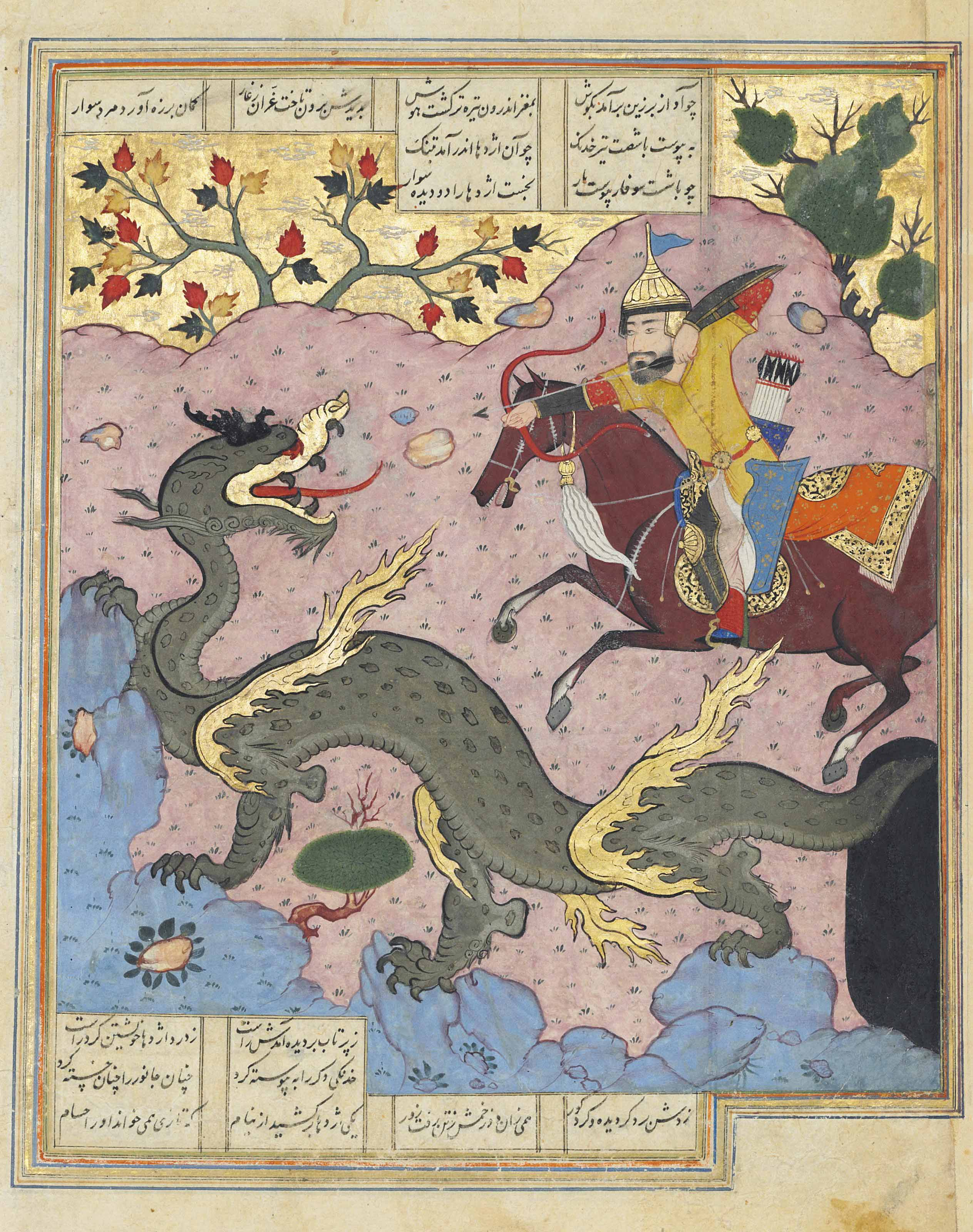
آزار بارزين يقتل تنينًا

بهمن نامه ملحمة فارسية خيالية من تأليف إيرانشاه، بطلها الملك بهمن بن اسفنديار. في الشاهنامه رستم قتل اسفنديار الذي أكره على محاربته. وهذه القصة في معظم حوادثها تصف انتقام بهمن لأبيه اسفنديار من أسرة رستم، ومطاردة أبطالها في الهند وغيرها ثم نبش مقابرهم في سيستان. وأبياتها تقدر بالآلاف وقد كتبت للسلطان محمود بن ملكشاه السلجوقي الذي ملك سنة 498 هـ.

## قصص بهمن نامه
وست (6) من هذه القصص تدور حول أبطال من أسرة رستم، بينما القصة السابعة معظم حوادثها متصل بهذه الأسرة. ولو عرف شئ عن أصحاب هذه القصص لأمكننا أن نعرف فيما إذا كان لتعصب أهل إيران الشرقية لأسرة الأبطال الزابلية- أسرة رستم دور وأثر في الإكثار من هذه القصص. فالقصة السابعة كتبت لتعضيم الملوك الكيانيين، والحط من أسرة رستم، والانتقام لاسفنديار بطل الدين الزردشتي.